# Pousada

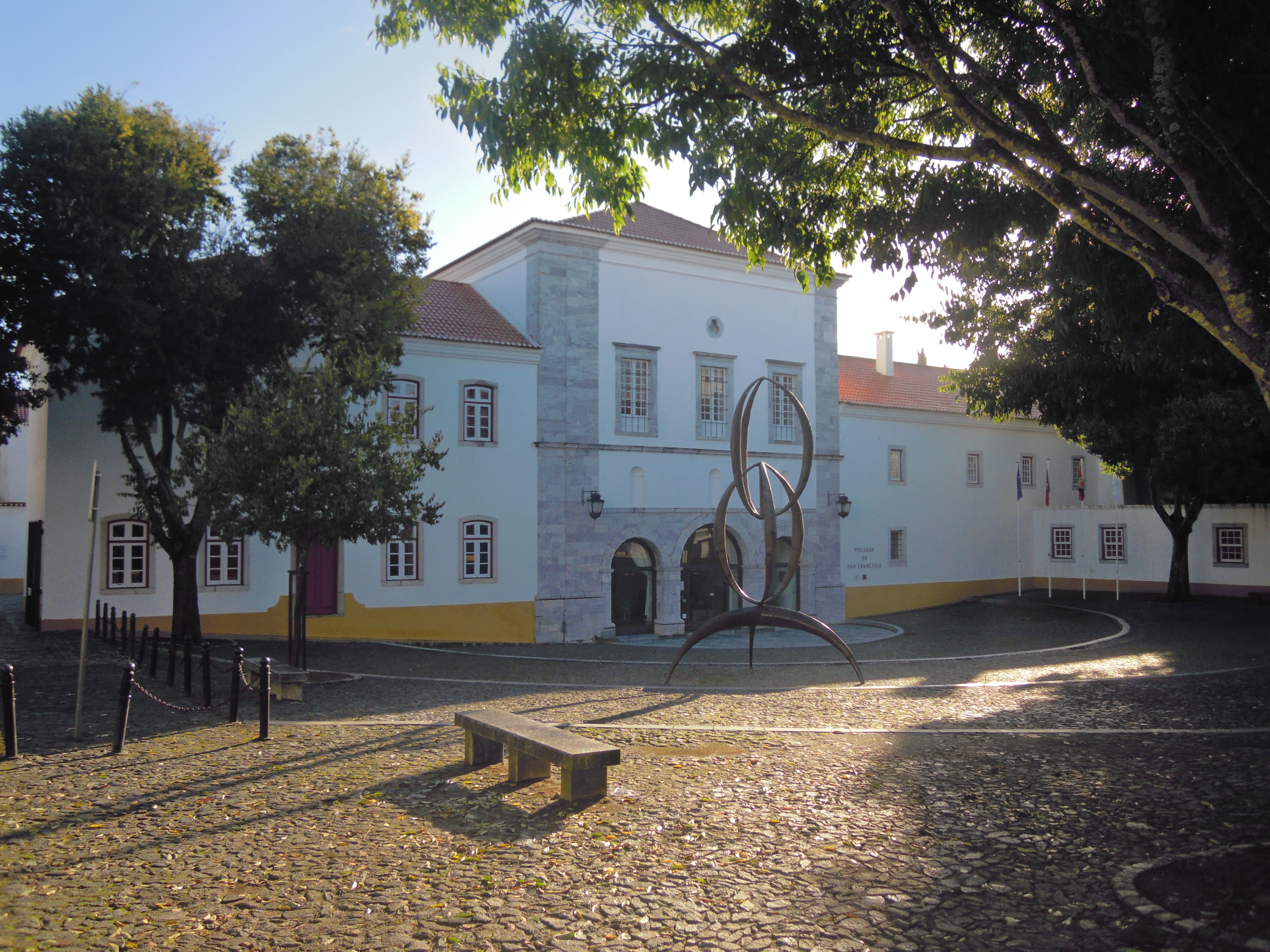
Pousada de São Francisco, em Beja.

Uma pousada é um estabelecimento comercial, semelhante a um hotel, mas, em geral, modesto em tamanho e administrado de maneira familiar.

## Em Portugal
Atualmente em Portugal, só podem ser legalmente designados como "pousadas" os estabelecimentos hoteleiros pertencentes às redes públicas Pousadas de Portugal e pousadas da Juventude. Os estabelecimentos hoteleiros equivalentes, não pertencentes àquelas redes, são designados pelo termo estalagem.